# Manuel Loaiza
Manuel Fernando Loaiza Quintas (Cali, 6 de abril de 1995) es un futbolista colombiano. Juega como guardameta.

## Clubes
| Club                 | País       | Año         |
| -------------------- | ---------- | ----------- |
| Deportivo Cali       | Colombia   | 2014 - 2015 |
| Deportivo Pereira    | Colombia   | 2016        |
| Atlético de Cali     | Colombia   | 2017        |
| Atlético Bucaramanga | Colombia   | 2018        |
| San Francisco        | Panamá     | 2019        |
| Alcorcón             | España     | 2019 - 2020 |
| La U                 | Costa Rica | 2020 - 2021 |
| Tigres F. C.         | Colombia   | 2021        |
| S. D. Panamá Oeste   | Panamá     | 2022        |
| Potros del Este      | Panamá     | 2023        |

## Palmarés

### Torneos Nacionales
| Título                | Equipo         | País     | Año  |
| --------------------- | -------------- | -------- | ---- |
| Superliga de Colombia | Deportivo Cali | Colombia | 2014 |
| Torneo Apertura       | Deportivo Cali | Colombia | 2015 |